# 謝曉瑩
謝曉瑩，香港粵劇演員(花旦)，香港靈宵劇團、金靈宵、青靈宵創辦人、劇團主席及編劇、香港靈宵藝傳有限公司、香港戲曲總會有限公司創立董事、香港靈宵劇團、金靈宵、青靈宵主席兼創辦人。廣東省青年聯合會委員、香港廣東青年總會第三屆常務會董、香港青年聯會會員、香港政協青年聯會會員、中國曲藝家協會香港分會會員。香港大學中文學院哲學碩士（HKU MPhil.），是香港粵劇界中，唯一對科的粵劇編劇及正印花旦研究生。

## 學歷
- 2002年肄業於嘉諾撒聖瑪利書院。
- 2005年畢業於香港大學文學院中文系。
- 2009年完成香港大學中文學院哲學碩士（M.Phil.），研究戲曲劇本文學，論文題目為 《當代粤劇對傳統戲曲之承傳: 從唐滌生（1917—1959）劇本看行當藝術的意義》，文中以《紫釵記》 為例，講述粵劇六柱之形象如何蛻變自戲曲文學 — 從唐傳奇到明傳奇以至唐滌生粵劇，追本溯源，乃至與嶺南文化之關係，啟發粵劇劇本人物沿襲古文學作品之思； 亦從文字角度，將特殊的本土粵劇六柱制作出初步的分析。

## 師承
- 2014年11月12日，獲上海越劇名家國家一級演員史濟華、上海崑劇名家國家一級演員王芝泉許到門牆，成為兩位名家的入室弟子。
- 依次曾隨許君漢、陳小華、劉國色、賀夢梨、梁素琴、元武、蘭天瑛、王惠玲、蔣豔紅、周鎮邦等老師學藝，在基本功、唱功、身段各方面打下基礎； 近年亦曾隨京劇老師和志莉、越劇老師洪瑛習藝，針對身段、功夫、發聲等各方面進修。
- 在粵劇唱腔方面，幼時隨梁素琴，近年隨蔣豔紅和丈夫高潤鴻習唱，均培育出顯著的本土唱腔味道。
- 除此亦獲本土粵劇前輩如香港靈宵劇團藝術顧問阮兆輝、西九新星展藝術總監羅家英等的指導； 並夥拍前輩龍貫天合作演出，對謝曉瑩的藝術和位置的提升，有著不容置疑的幫助和肯定。
- 參與香港八和會館 - 粵劇新秀演出系列演出時，得到各位藝術總監阮兆輝、羅家英、新劍郎、龍貫天、尹飛燕、李奇峰等的指導，獲益良多。
- 廣東南派方面，曾隨香港八和館舉辦的南派和南拳班蔡豔香老師、劉家榮老師學習；亦得到蔡翠紅老師、羅家英老師傳授南派劇目《搜宮》，代表在 「粵劇青年演員交流之旅‧重慶市川劇院」裡示範演出。

## 獎項榮譽
- 2023香港粵劇金紫荊獎－優秀年青演員獎
- 2023香港粵劇金紫荊獎－優秀新編劇演出獎《畫皮》（精新版）
- 2023香港粵劇金紫荊獎－優秀新編劇演出獎《重生趙飛燕》
- 2022年榮獲兩項國家藝術基金（一般項目）資助項目

－謝曉瑩（高潤鴻製作有限公司）的「戲曲編劇《馬湘蘭》」（青年藝術創作人才類）
－香港靈宵劇團的「小戲曲《畫皮》」（小型劇（節）目和作品創作類）
- 2021 香港粵劇金紫荊獎－最受歡迎YouTube頻道
- 2020 香港藝術發展獎—藝術推廣獎
- 2015 香港藝術發展獎 - 藝術新秀獎（戲曲）得主
- 2001 年度香港學校粵曲推廣計劃 - 粵曲歌唱比賽 # 公開獨唱組冠軍

## 創作

### 香港靈宵劇團／金靈宵／青靈宵作品
- 《穆桂英》（2014年）
- 《十一郎與玉面狐》（2014年）
- 《大戰蒙雲關》（2015年）
- 《龍蟠記》（2016年）
- 《虎踞緣》（2016年）（與張慧婷合寫）
- 《宋徽宗‧李師師‧周邦彥》（2016年）
- 《牛郎與織女》（2016年）（張慧婷等合寫）
- 《風塵三俠》（2017年）
- 《白蛇會子》（2017年改編作品）
- 《鳳求凰》（2018年）
- 《穆桂英下山》（2018年重編《穆桂英》）
- 《楊門女將》（2019年改編作品）
- 《蒙雲關》（2019年重編《大戰蒙雲關》）
- 《魚玄機與綠翹》（2019年）
- 《畫皮》（2020年）
- 《箭為媒》（2021年重編《十一郎與玉面狐》）
- 《重生趙飛燕》（網絡互動版）（2021年）
- 《連城》（2021年）
- 《紅拂女私奔》（2021年重編《風塵三俠》）
- 《非夢奇緣》（2021年改編作品）
- 《重生趙飛燕》（2022年，劇場版）
- 《大笑廣昌隆》（2022年直播改編小品，與吳立熙合寫）
- 《七夕》（2022年，與吳立熙合寫）
- 《西河救夫》（2022年）
- 《東方之珠》（2023年）[2]
- 《白蛇》（2023年，「重說•劇系列」，中編劇，與吳立熙、郭啟煇、周洛童合寫）
- 《花之戀》（即將上演）
- 《狄家將》（即將上演）
- 《馬湘蘭》（即將上演）

### 其他作品
- 《德齡與慈禧》（尾場）（2010年）
- 《秋雨菱花姊妹情》（2011年）
- 《北斗七星》（2012年）
- 《桃花仙子》（2018年改編作品）
- 《鎖麟囊》（2021年移植新編）
- 《粵劇南海十三郎》（2022年改編作品，改編自杜國威話劇）
- 《粵劇我和春天有個約會》（2023年改編作品，改編自杜國威話劇）
- 《越千年•盛唐夢》（即將上演）
- 《日月重光》（即將上演）

### 個人文章/文集
- 自2004年起於《粵劇曲藝月刊》中撰寫「曉心瑩目筆自閑」專欄至今；2008 年於《現代戲曲》中撰寫「瑩‧部落格」專欄。
- 2009年於《成報》副刊中撰寫專欄「瑩瑩寸心」；又與財經專欄作家鄧肇峰，於《成報》港聞版合寫【明德格物】欄目。
- 2010年於《新報》副刊中撰寫專欄「東張西望」，及粵劇專欄「虎度門」。
- 首本個人文集《曉心瑩目》於2009年2月出版，得汪明荃、陶傑、高志森、大學教授等撰序支持，以其劇評專欄結集成書，也有少量學術文章，展示了其戲曲、文學藝術觀。
- 第二本個人文集《向上爬 向下爬》於同年7月出版，得高志森、羅家英撰序，由報社將其報刊專欄結集。
- 2015年獲邀為《中國戲曲志‧香港卷》撰稿。
- 2021年推出首個劇本集《鳳求凰》,除收錄演出版本的全劇劇本，及具學術性的注釋外，也包含了導賞文章、趣味的題外話文章「腦洞時間」、精美的插圖及劇照等等—用新潮的手法重新包裝粵劇知識。

## 曾參演之演出
曾主演劇目包括《攔馬》、《活捉張三郎》、《白蛇傳之盜草》、《打金枝》、《一把存忠劍》、《枇杷山上英雄血》、《胡不歸》、《紫釵記》、《黃飛虎反五關》、 《萬里琵琶關外月》、《一彎眉月照寒衾》、《寶劍重輝萬丈虹》、《獅吼記》、《穆桂英大破洪洲》、《豔滴海棠紅》、《桃花湖畔鳳求凰》、《大鬧廣昌隆》、 《梟雄虎將美人威》、《洛神》、《刁蠻元帥莽將軍》、《夢斷香銷四十年》、《白龍關》、《花田八喜》、《搜書院》、《瀟湘夜雨臨江驛》、《燕歸人未歸》、 《琵琶血染漢宮花》、《花月東牆記》、《春花笑六郎》、《萬世流芳張玉喬》、《販馬記》、《活命金牌》、 《花染狀元紅》、《孟麗君》、《打洞結拜》（廣東古老戲）等。
曾參與不同的粵曲粵劇演出，其中曾於多屆的尹光粵曲演唱會中任演唱者及司儀；更與「春天戲曲發展」合作參演不同的舞台節目，包括「粵劇武場短篇」、 「戲曲棟篤笑 — 尹光唱盡新馬腔」、又於「梁醒波專場：查篤撐波叔經典戲曲」中，與梁漢威合演《刁蠻公主戇駙馬》等。
- 曾於2009年9月承辦「東區慶祝中華人民共和國成立六十周年文藝晚會」（統籌及演出）。
- 2010年汪明荃主演的《德齡與慈禧》公演，除飾演德齡（A角）外，也參與部份的劇本撰寫。
- 2011年在羅家英的指導下撰寫《秋雨菱花姊妹情》並飾白菱一角，與羅家英、阮兆輝等粵劇老倌合演。
- 2012年在阮兆輝指導下，於新編劇《北斗七星》裡擔任編劇及飾演燈仙赤綿一角，與多位老倌合演；同年參與油麻地戲院伙伴計劃成為香港八和會館粵劇新秀系列的演員之一。
- 2013年參與香港藝術節的演出，參演劇目《夢斷香銷四十年》。
- 2014年6月參演李居明先生創作劇本之《封神畫夢》，飾演妲己。
- 2015年2月底參演《西九新星展》，擔演多個旦角主要角色，包括《佘太君掛帥》裡的柴郡主，《辭郎洲》裡的陳壁娘及蕊珠。
- 於2015年度香港八和會館主辦的「賀華光先師寶誕」，演出節目《香花山大賀壽》裡，擔主角【觀音】一角。
- 在2015年，獲選為西九戲曲中心粵劇新星，在農曆新年期間由藝術策劃羅家英先生率領下， 於《西九戲曲中心粵劇新星展》呈獻《辭郎洲》及多齣折子戲，體現西九戲曲中心傳承粵劇的使命和決心。

## 影視經驗
- 曾任互動電視（有線27台）「U-Life 大學交流會」節目主持。
- 2005年起於無線電視負責製作十七集之首個高清粵劇節目《合晒合尺》，兼任該節目之資料撰稿及採訪主持（編採）；該節目於2008 年1月至4月，於無線電視翡翠台及高清翡翠台同步播放。 《合晒合尺》作為詳細介紹粵劇的節目，在收視極高的無線電視播放，又首度有高清技術的配合，對於推廣粵劇予市民大眾，有著很明顯的效果； 節目以深入淺出的手法，將神秘的傳統藝術面紗揭開，莊諧並重，其中撰稿、採訪、剪接均由謝曉瑩全盤處理，節目更在無線電視 「萬千星輝頒獎典禮」中，榮獲「最具欣賞價值大獎」。
- 2009年期間簽約環星娛樂，成為旗下歌手，約滿完結。
- 2015年曾於高志森執導的電影《媽咪俠》中客串演出。
- 2022年參演侯楚峰執導的回歸25週年勵志電影《一樣的天空》（其中單元《梨園荊夢》），客串秦瑩一角，並擔任粵劇藝術總監。
- 2023年7月製作港式戲腔國風戲派台歌《斷情賦》（和瑪姬合唱）。
- 2023年8月參與TVB遊戲節目《思家大戰》，在汪明荃、羅家英帶領下，與丈夫高潤鴻等作為粵劇Family 「荃家高瑩俊」成員參賽但落敗。令人惋惜的是，「終極開口中」有兩道問題就是關於經典粵劇劇目、表演場地。

## 派台歌曲成績
| 派台歌曲成績（五台） | 派台歌曲成績（五台） | 派台歌曲成績（五台） | 派台歌曲成績（五台） | 派台歌曲成績（五台） | 派台歌曲成績（五台） | 派台歌曲成績（五台） | 派台歌曲成績（五台） |
| -------------------- | -------------------- | -------------------- | -------------------- | -------------------- | -------------------- | -------------------- | -------------------- |
| 唱片                 | 歌曲                 | 903                  | RTHK                 | 997                  | TVB                  | ViuTV                | 備註                 |
| 2023年               |                      |                      |                      |                      |                      |                      |                      |
|                      | 斷情賦               | -                    | -                    | -                    | -                    | -                    | 與瑪姬合唱           |
| 2024年               |                      |                      |                      |                      |                      |                      |                      |
|                      | 金陵幽蘭             | -                    | -                    | -                    | -                    | -                    | 與羅家英合唱         |

| 903 | RTHK | 997 | TVB | ViuTV | 備註              |
| 0   | 0    | 0   | 0   | 0     | 五台冠軍歌總數：0 |

- （*）上榜中
- （-）未能上榜
- （×）沒有派往該台

## 演出記錄
- 香港戲曲年鑑 2011.演員／演唱者 （页面存档备份，存于）.謝曉瑩
- 香港戲曲年鑑 2012.演員／演唱者 （页面存档备份，存于）.謝曉瑩
- 香港戲曲年鑑 2013.演員／演唱者 （页面存档备份，存于）.謝曉瑩
- 香港戲曲年鑑 2014.演員／演唱者 （页面存档备份，存于）.謝曉瑩
- 香港戲曲年鑑 2015.演員／演唱者 （页面存档备份，存于）.謝曉瑩
- 香港戲曲年鑑 2016.演員／演唱者 （页面存档备份，存于）.謝曉瑩

## 外部連結
- 靈宵網站（页面存档备份，存于）］
- 謝曉瑩 名校女生的粵劇不歸路
- 重生趙飛燕 網絡互動版